# Naviera Pinillos

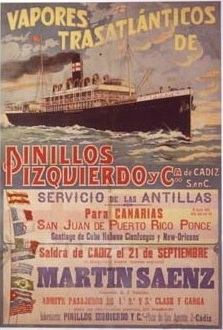
Cartel publicitario de la oferta de transporte de Pinillos Izquierdo y Compañía en 1906.

Naviera Pinillos, también conocida como Pinillos Sáenz y Compañía, Pinillos Izquierdo y Compañía, Líneas Pinillos y en inglés: Pinillos Line, lit. 'Línea Pinillos', fue una de las más antiguas empresas españolas de transporte marítimo. Fundada en 1840, es durante finales del siglo XIX y principios del siglo XX cuando pasa a competir en viajes transatlánticos rivalizando con la Compañía Trasatlántica Española utilizando como insignia la cruz de San Jorge en las chimeneas de sus barcos. Tuvo dos buques que protagonizaron los mayores desastres de la navegación comercial española, el Príncipe de Asturias en 1916 y el Valbanera en 1919. Durante la segunda mitad del siglo se especializó en el transporte marítimo de mercancías desde Canarias. En 1997 la empresa fue adquirida del grupo Herrera por el grupo Boluda, con sede en Las Palmas. En 2008 la marca desaparece para formar una nueva compañía llamada Boluda Lines.

## Historia

### Origen
La compañía es fundada por Miguel Martínez de Pinillos y Sáenz de Velasco, cuyas actividades marítimas comenzaron en 1835 pero no será hasta 1840 cuando comenzará como armador de la bricbarca Castilla y un año más tarde adquirió la fragata Apolo, con los que se dedicó al tráfico marítimo con el nombre de Pinillos, Velasco y Compañía entre Cádiz, Canarias y algunos puertos de las Antillas españolas.
En 1883 el hijo Antonio Martínez de Pinillos e Izquierdo (1843-1926) se hace cargo de la empresa y la renombra como Pinillos Sáenz y Compañía. Compra su primer vapor, un carguero inglés, al que denomina Apolo, repitiendo el nombre de la primitiva fragata e inicia así la modernización de la flota con buques de vapor en vez de estar propulsados por vela. En 1885 la familia Pinillos se muda a Cádiz para dirigir sus negocios marítimos donde se emplazan en una gran casa que sería conocida como Casa Pinillos. En 1886 inicia un periodo de expansión y adquiere seis vapores mixtos de carga y pasaje, con los que estableció un servicio regular entre Barcelona, Puerto Rico, La Habana y Nueva Orleans, con escalas en Cádiz y Canarias. 
En 1895 la empresa es renombrada de nuevo como Pinillos, Izquierdo y Compañía y pretende extender su oferta comercial de manera más ambiciosa comunicando puertos de España con Filipinas y Hong Kong. Para ello encarga la construcción de tres buques: Manila, Barcelona y Cádiz. La guerra hispano-estadounidense de 1898 frustró el proyecto. Al terminar el siglo, Pinillos tenía cinco grandes buques de vapor. 
En 1908 inauguró la línea a Brasil y Río de la Plata.

### Crisis y desaparición
La compañía sufrió fuertes pérdidas por diferentes factores internos y externos. Por un lado, tras la pérdida por parte de España de los últimos territorios coloniales tras la guerra fue reduciendo dramáticamente la demanda de comunicación transatlántica a comienzos del siglo. En 1921, la coyuntura nacional tras la crisis de la Restauración y después de la finalización de la Primera Guerra Mundial (1914-1918), tampoco era muy optimista.  
Además la naviera con la ruta desde el Mediterráneo hasta Río de la Plata tenía mucho éxito y los barcos iban sobrecargados lo que tampoco le mejoraba la imagen. Pero además en los últimos años dos accidentes fueron los mayores desastres de navieras españolas conocidos y en los dos el operador del barco era Pinillos. El buque a vapor Príncipe de Asturias -uno de los mayores barcos mercantes españoles del momento- sufrió un trágico naufragio donde murió 457 de personas en 1916. Otro naufragio se produjo tres años después en 1919, esta vez con el buque de Pinillos llamado Valbanera, con 488 muertos. Estos hechos hundieron la imagen de la compañía que ya sólo contaba con tres barcos, el Barcelona, el Cádiz y el Balmes.  
En 1921 la familia Pinillos decidió liquidar la compañía y vender su flota a los consignatarios y armadores en Barcelona: Rómulo Bosch Alsina y sus hijos Alejandro y Rómulo Bosch Catarineu, bajo el nombre de la sociedad hijos de Rómulo Bosch, S. en C. En octubre de 1924 los hermanos Bosch Catarineu constituyen la Compañía Transoceánica de Navegación aunque duró solo un año. En 1927, Balmes volvió a cambiar dueño

### Nueva compañía heredera
En 1923, Miguel Martínez de Pinillos Sáenz, nieto del fundador, estableció una nueva naviera que llamó Líneas Pinillos. Abandonó las rutas transatlánticas para centrarse en un objetivo diferente, en la ruta comercial entre Canarias, la península ibérica y terceros países cercanos. Se especializó en el tráfico de frutas –principalmente plátanos– y carbón. Hasta finales de la década de 1920 la mayoría de sus operaciones habituales consistían en exportaciones de frutas de Canarias a Gran Bretaña, con retorno a los puertos españoles con carbón británico y carga general. Aunque inicialmente Martínez adquirió vapores de última generación impulsados por motores de unos 900 CV, desde mediados de los años veinte cambió a barcos más modernos propulsados por diésel de alrededor de 1.700 CV.
Para 1925 la flota constaba de cuatro barcos: Río Arillo, Duero, Celta y Vasco; a finales de la década y principios de los años 30 se unieron cuatro buques hermanos construidos en Bilbao: Ebro, Sil, Turia y Darro, diseñados como barcos frigoríficos, que reflejaban la nueva estrategia de la compañía, centrada enteramente en el transporte de frutas y otras mercancías similares.

### La guerra civil y la posguerra
La guerra civil española (1936-1939) cogió por sorpresa a la compañía que tenía la mayor parte de los barcos en territorio leal al gobierno republicano pero sin embargo la sede en Cádiz había caído bajo control militar rebelde por lo que el dueño, además declarado carlista, no podía recuperar el control. La gran mayoría fueron oficialmente incautados por el gobierno en octubre de 1936 al no reconocer la autoridad militar insubordinada, algunos fueron renombrados y pasaron a desempeñar diferentes funciones. Martínez de Pinillos luchó por recuperar el control sobre los barcos perdidos en puertos de distintos países, presentando reclamaciones de propiedad ante las autoridades de estos puertos. La estrategia tuvo un cierto éxito y a mediados de 1938 la mayoría de los barcos incautados por los republicanos e internados en Gran Bretaña, Bélgica y Países Bajos, fueron devueltos al dueño a mediados de 1939.
Después de la guerra, Martínez se centró por completo en el transporte de frutas y en 1940 renombró la compañía como Compañía Marítima Frutera.

### Naviera Pinillos
En 1940 asumió la dirección un nuevo y último miembro de la familia, Carmen Martínez de Pinillos (1915-2005), que modificó el nombre el 21 de mayo por el de Naviera Pinillos.
La compañía dejó de ser dirigida por la familia Pinillos a mediados de los setenta cuando las acciones pasaron a otro grupo empresarial, el grupo Herrera, del que formaría parte su último presidente, Alberto Juan Herrera Hernández (1928-2018). Durante esta década Naviera Pinillos emprendió un plan de renovación de flota que consistió en la construcción de tres buques diseñados para el transporte de fruta paletizada y portacontenedores destinados a cubrir las líneas de mercancías entre Canarias y la Península. Dos de esos buques, Darro y Jalón, fueron construidos en Astilleros del Atlántico, en Santander, factoría entonces en poder de la familia Pérez-Maura, presentes también en el accionariado de Naviera Pinillos, mientras que el tercero, llamado Segre, fue construido en la factoría de la Empresa Nacional Bazán, en San Fernando, por falta de grada y plazos de entrega en el astillero de Santander. Es en este momento cuando la empresa abandona definitivamente el transporte de personas por la competencia de las nuevas conexiones aéreas con modelos como el Boeing 707 o la competencia con la estatal Trasmediterránea. 
En 1988 absorbió a la Naviera Lagos con la que había realizado operaciones conjuntas durante muchos años y 1990 la compañía editó un libro por la celebración de los 150 años titulado: Naviera Pinillos 1840-1990: 150 años de historia marinera. Durante los años noventa, la Naviera Pinillos encargó del -en su momento - buque mercante español más moderno, el Carmen Dolores H, que junto con el buque Francolí, Duero, Jalón y Guadalquivir, formaban la flota de la empresa . En 1991 fue multada junto a otras cuatro compañías marítimas por atentar al libre mercado negociando entre ellas.
En 1997 fue adquirida por el Grupo Boluda dirigido por Vicente Boluda. Cuando la naviera fue adquirida por el Grupo Boluda cambió los barcos de nombre, llevando desde entonces tanto ellos como las nuevas adquisiciones un nombre de mujer seguido por la B de Boluda. En 2008 la marca junto a otras cuatro; Naviera Fos, Naviceuta, Nenúfar Shipping y Ocean Express, pasa a formar parte de un mismo grupo y un solo nombre comercial: Boluda Lines.

## Buques famosos de Pinillos
Pinillos llegó a tener una moderna y lujosa flota de vapores y transatlánticos en periodo de esplendor a comienzos del siglo XX, cuando esta ruta era la más floreciente. En esa época tuvo una rivalidad con la Compañía Trasatlántica Española. Entre los más recordados se encuentran el Infanta Isabel y el Pio IX. Dos vapores de Pinillos, el Valbanera y el Príncipe de Asturias, orgullo de la marina mercante española protagonizaron sendos hundimientos en aguas americanas, constituyendo las mayores catástrofes marítimas mercantes de España y Sudamérica de todos los tiempos.
| Nombre               | Astillero             | Botado                | Baja                     | Causa | imagen |
| -------------------- | --------------------- | --------------------- | ------------------------ | --- | ------ |
| Valbanera            | Charles Connell & Co. | 31 de octubre de 1906 | 10 de septiembre de 1919 | Hundido por un huracán frente a las costas de Cuba el 10 de septiembre de 1919. Con 488 muertos es el peor desastre marítimo español en tiempos de paz. |        |
| Infanta Isabel       | Russell & Co.         | 29 de junio de 1912   | 21 de septiembre de 1944 | En 1921 fue vendido a la Compañía Transoceánica de Navegación, de Barcelona. Fue llamado Infanta Isabel hasta 1926, cuando se vende por segunda vez a una naviera japonesa y es renombrado como Mizuho Maru. El 21 de septiembre de 1944, durante la Segunda Guerra Mundial, fue torpedeado y hundido por el submarino estadounidense USS Redfish (SS-395). |        |
| Príncipe de Asturias | Russell & Co.         | 30 de abril de 1914   | 5 de marzo de 1916       | Hundido cerca de las costas brasileñas el 5 de marzo de 1916 tras chocar contra arrecifes. Con 457 muertos es el segundo peor desastre marítimo español en tiempos de paz. |        |